# Saint-Hilaire-de-Clisson

Localització de Saint-Hilaire-de-Clisson

Saint-Hilaire-de-Clisson (en bretó Sant-Eler-Neved) és un municipi francès, situat a la regió de país del Loira, al departament de Loira Atlàntic, que històricament ha format part de la Bretanya. L'any 2006 tenia 1.773 habitants. Limita amb els municipis de Clisson, Gorges, Saint-Lumine-de-Clisson, Remouillé, i Cugand, La Bernardière i Saint-Hilaire-de-Loulay a Vendée.

## Demografia
| Evolució de la població Cassini i INSEE |      |       |       |       |      |       |       |       |
| 1793                                    | 1800 | 1806  | 1821  | 1831  | 1836 | 1841  | 1846  | 1851  |
| 4 000                                   | 520  | 1.023 | 1.018 | 1.224 | -    | 1.222 | 1.306 | 1.247 |

| 1856  | 1861  | 1866  | 1872  | 1876 | 1881  | 1886  | 1891  | 1896  |
| ----- | ----- | ----- | ----- | ---- | ----- | ----- | ----- | ----- |
| 1.273 | 1.287 | 1.280 | 1.243 | -    | 1.282 | 1.244 | 1.277 | 1.250 |

| 1901  | 1906  | 1911  | 1921 | 1926  | 1931 | 1936 | 1946 | 1954 |
| ----- | ----- | ----- | ---- | ----- | ---- | ---- | ---- | ---- |
| 1.204 | 1.176 | 1.137 | 981  | 1.001 | 955  | 929  | 901  | 913  |

| 1962 | 1968 | 1975 | 1982  | 1990  | 1999  | 2006 | 2011 | 2016 |
| ---- | ---- | ---- | ----- | ----- | ----- | ---- | ---- | ---- |
| 962  | 991  | 964  | 1.173 | 1.334 | 1.475 | -    | -    | -    |

| 2019 | - | - | - | - | - | - | - | - |
| ---- | - | - | - | - | - | - | - | - |
| -    | - | - | - | - | - | - | - | - |

## Administració
| Període   | Identitat       | Partit |
| --------- | --------------- | ------ |
| 2001-2008 | Bernard Coutand |        |
| 2008-     | Martine Legeai  |        |